# 1241. október 6-ai napfogyatkozás
Az 1241. október 6-ai napfogyatkozás a 102. szároszciklusba tartozó, Európából is látható napfogyatkozás volt, amely az akkoriban Magyarországhoz tartozó Dalmáciából és Horvátországból 3 és fél percig teljesként látszott.
Spalatói Tamás ekképp számol be róla:
Ebben az időben, tudniillik az Úr megtestesülésének 1241. évében, október 6-án vasárnap, ismét napfogyatkozás volt, elsötétedett az egész égbolt, és iszonyatos rémület szállt meg mindenkit, mint a három évvel ezelőtti napfogyatkozáskor is történt, amint azt föntebb már említettük.
A három évvel korábbi fogyatkozás az 1239. június 3-ai napfogyatkozást jelenti.
Mint az idézet is mutatja, a korabeli emberek ijesztő jelnek tekintették a két és fél éven belül már második teljes napfogyatkozást. Különös érdekességet ad az eseménynek, hogy a tatárjárás idején történt, és ebben az időben a fogyatkozással érintett területen tartózkodott Laszkarisz Mária magyar királyné is gyermekeivel (magának IV. Béla királynak a pontos mozgását nem ismerjük a tatárjárás alatt, de feltételezni lehet, hogy ő is ezen a területen volt). Maga Spalatói Tamás is akkora jelentőséget tulajdonított neki, hogy művében a tatárjárásról szóló rész bevezetőjében számolt be róla, az időrendi helye előtt.
Maróti Tamás amatőrcsillagász lehetségesnek tartja – Hóman Bálint Magyar pénztörténet c. munkája alapján –, hogy a C.N.H. 253 jelű Árpád-kori pénzérme, amely II. András vagy IV. Béla korára tehető, éppen ezt a napfogyatkozást ábrázolja (vagy korábbi datálás esetén az 1239. június 3-ait). Ugyanakkor maga is bizonytalannak tartja ezt a felvetést, mivel az érme keletkezési éve ellentmondásos.